# リカルド・ゾンタ
ルイス・リカルド・ゾンタ（Luiz Ricardo Zonta, 1976年3月23日 - ）は、ブラジル・パラナ州クリチバ出身のレーシングドライバーである。

## プロフィール
父親のパウロはダートレースを趣味とするアマチュアドライバーで、同時にゾンタが幼少期を過ごした時期は、ブラジル国籍のF1チームフィッティパルディも存在しており、ネルソン・ピケ、アイルトン・セナが活躍していた時期でもあり、そうした影響からゾンタはレースに興味を持つようになった。

### 初期の経歴
1987年、10歳の時に父親からカートを与えられ、初めて参戦したカートレースで優勝した。翌1989年は地元クリチバのカート選手権でランキング2位となり、1990年にはパラナ州選手権でチャンピオン、さらに1991年にはブラジルカート選手権を制した。1992年にはサンパウロカート選手権を4位で終えているほか、気まぐれ的にツーリングカーレースにも数戦のみ参戦している。
1993年にフォーミュラカーレースにステップアップし、フォーミュラ・オペルを1年戦った後、1994年にはブラジルF3選手権に参戦。翌年にはブラジルF3選手権と南米F3選手権でともにチャンピオンとなる。
1996年、ヨーロッパへと移り、ドラコレーシングに所属し国際F3000への参戦を始め、初年度はランキング4位、翌1997年にはチャンピオンに輝いた。
1997年はF1のジョーダンチームとテストドライバー契約を結んでいたが、1998年については、1996年から始まった国際ツーリングカー選手権（ITC）にメルセデス・ベンツから参戦していたためもあって、メルセデスと関係の深いマクラーレンとの間でF1テストドライバー契約を結ぶこととなる。
レースドライバーとしては1998年はFIA GT選手権（GT1クラス）に大ベテラン、クラウス・ルドヴィックとのコンビでAMGメルセデスチームから参戦し、その年のチャンピオンとなった。
こうした経歴から将来を嘱望され、FIA-GT選手権を制した1998年10月、翌年からのF1参戦を目指していたブリティッシュ・アメリカン・レーシング（BAR）との間で正ドライバーとしての契約を結び、F1デビューにこぎつける。

### F1以後
1999年にBAR・スーパーテックからジャック・ヴィルヌーヴのチームメイトとして新チームとともにF1デビューを飾った。
しかしながら、同チームが用意したB・A・R 001シャシーは戦闘力、信頼性ともに欠けており、1年を通して苦戦を強いられた。加えてデビュー2戦目の地元ブラジルGPでフリー走行中のアクシデントにより足を負傷したことで、ブラジルGP予選・決勝に加えて第3戦から第5戦までの3戦を欠場せざるを得なくなる災難にも見舞われた。第12戦ベルギーGP予選ではスパ・フランコルシャンの名物コーナーであるオー・ルージュで大クラッシュを演じてもいる（チームメイトのヴィルヌーヴも全く同じ場所で同じ形のクラッシュをしているため、車体の問題が疑われた）。結局、F1デビュー年はヴィルヌーヴともども入賞すら一度も果たせずに終わる。
2000年もBARチームに残留。この年はチームがホンダエンジンを得たこともあって、開幕戦オーストラリアGPでヴィルヌーヴ(4位)とのダブル入賞となる6位でいきなり初のポイント獲得を果たすなど、3回の入賞を記録し、年間ランキング13位でシーズンを終えた。なおこの年、前年に大クラッシュを演じたスパ・フランコルシャンにおいて、トップから周回遅れのゾンタを挟んでミカ・ハッキネンがミハエル・シューマッハを追い抜いた際、「20世紀最高のオーバーテイク」とも謳われるほどの追い越し劇が行われたが、両者に挟まれる形で周回遅れにされたゾンタは、結果的にこのパッシングショーを「世界で最も近い場所で見届けた観客」となった。
2001年はレギュラーシートを失い、ジョーダンに移籍して再び同チームのテストドライバーの座に就く。このシーズン、ハインツ＝ハラルド・フレンツェンがフリー走行でのクラッシュの影響でレース出場を取り止めたカナダGPと、フレンツェンが解雇された直後のドイツGPの2戦に代役で出走した。
2002年から2003年にかけてはF1から一時離れ、スペインのワールドシリーズ・バイ・ニッサンに参戦。2002年には同シリーズのチャンピオンを獲得した。
テストドライバー

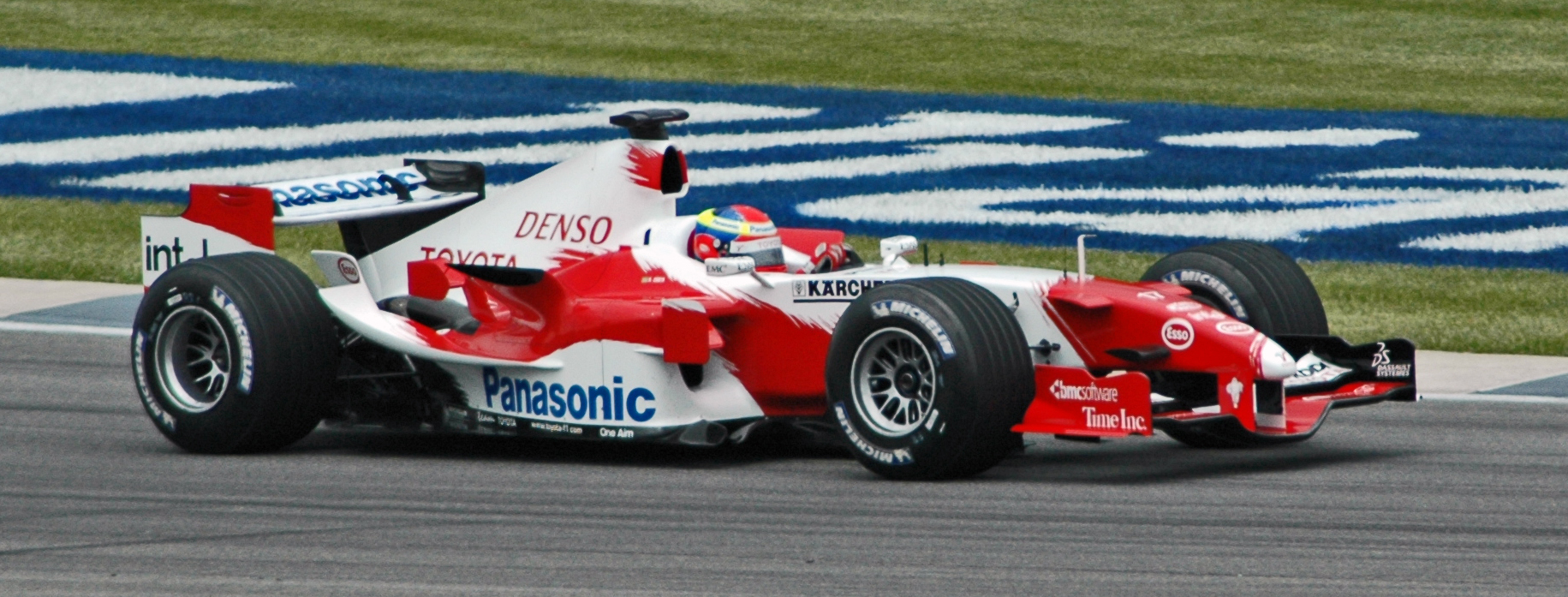
2005年アメリカGP

2003年途中から、今度はトヨタのテストドライバーという形でF1への復帰を果たす。
2004年もトヨタのテストドライバーを務めたが、この年の規則改正により、「第3ドライバー」として各グランプリの金曜フリー走行でサーキットを走りデータ収拾に努めた。シーズン後半、第12戦ドイツGP後にクリスチアーノ・ダ・マッタが解雇されると、その代役として5レースでシートを得る。波乱の展開となったベルギーGPではレース終盤まで4位走行し、久しぶりのポイント獲得が期待されたが、惜しくもマシントラブルによりリタイアを喫してしまう。シーズン終盤の日本GPでは翌年から移籍することとなっていたヤルノ・トゥルーリにシートを譲ったが、最終戦を待たずに日本GPでオリビエ・パニスが引退したために、最終戦の母国ブラジルGPに再び出走した。
2005年は同じくトヨタの第3ドライバーとして、前年同様金曜フリー走行に出走していたが、アメリカGPでラルフ・シューマッハがフリー走行中のクラッシュの影響で欠場することとなった為、その後の予選から代役を務めることとなったが、レースはミシュランタイヤがレース走行に耐えられないという問題が発生し、他のミシュランタイヤ使用チームと同様にフォーメーションラップ終了後にレース撤退を余儀なくされた。
2006年もトヨタチームに残留し、同チームにおける4年目のシーズンを過ごしたが、前年にチームがランキング4位を得たため、この年は第3ドライバーとして金曜フリー走行に出走する機会も与えられず、表舞台に出ることはなかった。
2007年は、トヨタチームを去りルノーF1チームとテストドライバー契約を結んでいる。しかしながら、F1の新たな規則改正によりテスト走行の機会が極めて限られるためもあって、ルノーでの仕事と並行して母国ブラジルのストックカー・ブラジル選手権に参戦することを表明しており、フルタイムのレースドライバーとしては、ワールドシリーズ・バイ・ニッサン以来、実に4年振りにサーキットに復帰することとなる。以降2009年まではプジョー、2019年まではシボレーを駆り、数勝を挙げているものの、チャンピオン争いに加わるほどの戦闘力を見せることはできていない。2020年からはTOYOTA GAZOO Racing Brazilのカローラに切り替え、実に14年ぶりにトヨタ車で参戦することになった。

## レース戦績

### フォーミュラ

#### 国際F3000選手権
| 年     | チーム                     | 1       | 2       | 3       | 4     | 5     | 6     | 7       | 8     | 9     | 10      | 順位 | ポイント |
| ------ | -------------------------- | ------- | ------- | ------- | ----- | ----- | ----- | ------- | ----- | ----- | ------- | ---- | -------- |
| 1996年 | ドラコ・エンジニアリング   | NÜR Ret | PAU 3   | PER Ret | HOC 6 | SIL 3 | SPA 9 | MAG Ret | EST 1 | MUG 1 | HOC 11  | 4位  | 27       |
| 1997年 | スーパーノヴァ・レーシング | SIL DSQ | HEL Ret | PAU Ret | NÜR 1 | PER 2 | HOC 1 | A1R 2   | SPA 5 | MUG 1 | JER Ret | 1位  | 39       |

- 太字はポールポジション、斜字はファステストラップ。(key)

#### F1
| 年     | チーム     | シャーシ | 1       | 2       | 3      | 4       | 5      | 6       | 7       | 8       | 9       | 10      | 11      | 12      | 13      | 14     | 15      | 16      | 17      | 18     | 19     | 順位 | ポイント |
| ------ | ---------- | -------- | ------- | ------- | ------ | ------- | ------ | ------- | ------- | ------- | ------- | ------- | ------- | ------- | ------- | ------ | ------- | ------- | ------- | ------ | ------ | ---- | -------- |
| 1999年 | B・A・R    | 01       | AUS Ret | BRA DNQ | SMR    | MON     | ESP    | CAN Ret | FRA 9   | GBR Ret | AUT 15  | GER Ret | HUN 13  | BEL Ret | ITA Ret | EUR 8  | MAL Ret | JPN 12  |         |        |        | 23位 | 0        |
| 2000年 | B・A・R    | 002      | AUS 6   | BRA 9   | SMR 12 | GBR Ret | ESP 8  | EUR Ret | MON Ret | CAN 8   | FRA Ret | AUT Ret | GER Ret | HUN 14  | BEL 12  | ITA 6  | USA 6   | JPN 9   | MAL Ret |        |        | 14位 | 3        |
| 2001年 | ジョーダン | EJ11     | AUS     | MAL     | BRA    | SMR     | ESP    | AUT     | MON     | CAN 7   | EUR     | FRA     | GBR     | GER Ret | HUN     | BEL    | ITA     | USA     | JPN     |        |        | 19位 | 0        |
| 2004年 | トヨタ     | TF104B   | AUS TD  | MAL TD  | BHR TD | SMR TD  | ESP TD | MON TD  | EUR TD  | CAN TD  | USA TD  | FRA TD  | GBR TD  | GER TD  | HUN Ret | BEL 10 | ITA 11  | CHN Ret | JPN     | BRA 13 |        | 22位 | 0        |
| 2005年 | トヨタ     | TF105    | AUS TD  | MAL TD  | BHR TD | SMR TD  | ESP TD | MON TD  | EUR TD  | CAN TD  | USA DNS | FRA     | GBR TD  | GER TD  | HUN TD  | TUR TD | ITA TD  | BEL TD  | BRA TD  | JPN TD | CHN TD | NC   | 0        |

- 太字はポールポジション、斜字はファステストラップ。(key)

| 年     | 所属チーム | #  | ランキング | 獲得ポイント | 決勝最高位・回数 | 表彰台回数 | 予選最高位・回数 |
| ------ | ---------- | -- | ---------- | ------------ | ---------------- | ---------- | ---------------- |
| 1999年 | BAR        | 23 | 23位       | 0            | 8位・1回         | 0回        | 9位・1回         |
| 2000年 | BAR        | 23 | 14位       | 3            | 6位・3回         | 0回        | 6位・1回         |
| 2001年 | ジョーダン | 11 | 19位       | 0            | 7位・1回         | 0回        | 12位・1回        |
| 2004年 | トヨタ     | 16 | 22位       | 0            | 10位・1回        | 0回        | 11位・1回        |
| 2005年 | トヨタ     | 17 | 無し       | 0            |                  | 0回        | 13位・1回        |

#### ワールドシリーズ・バイ・ニッサン
| 年     | エントラント               | 1     | 2       | 3     | 4       | 5       | 6     | 7       | 8       | 9     | 10    | 11    | 12      | 13    | 14    | 15    | 16      | 17        | 18      | 順位 | ポイント |
| ------ | -------------------------- | ----- | ------- | ----- | ------- | ------- | ----- | ------- | ------- | ----- | ----- | ----- | ------- | ----- | ----- | ----- | ------- | --------- | ------- | ---- | -------- |
| 2002年 | ガボルド・コンペティション | VAL 1 | VAL 2 3 | JAR 1 | JAR 2 1 | ALB 1 2 | ALB 2 | MNZ 1 5 | MNZ 2 5 | MAG 1 | MAG 2 | CAT 1 | CAT 2 1 | VAL 1 | VAL 2 | CUR 1 | CUR 2 1 | INT 1 DNS | INT 2 5 | 1位  | 270      |

- 太字はポールポジション、斜字はファステストラップ。(key)

### スポーツカー

#### FIA GT選手権
| 年     | チーム         | 使用車両                    | クラス | 1     | 2     | 3     | 4     | 5     | 6     | 7     | 8     | 9     | 10    | 順位 | ポイント |
| ------ | -------------- | --------------------------- | ------ | ----- | ----- | ----- | ----- | ----- | ----- | ----- | ----- | ----- | ----- | ---- | -------- |
| 1998年 | AMG-メルセデス | メルセデス・ベンツ・CLK-GTR | GT1    | OSC 1 | SIL 4 |       |       |       |       |       |       |       |       | 1位  | 77       |
| 1998年 | AMG-メルセデス | メルセデス・ベンツ・CLK-LM  | GT1    |       |       | HOC 2 | DIJ 1 | HUN 2 | SUZ 2 | DON 2 | A1R 1 | HMS 1 | LAG 1 | 1位  | 77       |

- 太字はポールポジション、斜字はファステストラップ。(key)

#### FIA GT1世界選手権
| 年     | チーム            | 使用車両                          | 1         | 2          | 3         | 4          | 5        | 6        | 7         | 8         | 9        | 10       | 11       | 12        | 13     | 14     | 15       | 16       | 17         | 18         | 19     | 20     | 順位 | ポイント |
| ------ | ----------------- | --------------------------------- | --------- | ---------- | --------- | ---------- | -------- | -------- | --------- | --------- | -------- | -------- | -------- | --------- | ------ | ------ | -------- | -------- | ---------- | ---------- | ------ | ------ | ---- | -------- |
| 2010年 | ロイター          | ランボルギーニ・ムルシエラゴ R-SV | ABU QR 10 | ABU CR 5   | SIL QR    | SIL CR     | BRN QR   | BRN CR   | PRI QR 13 | PRI CR 10 | SPA QR 2 | SPA CR 1 | NÜR QR 4 | NÜR CR 14 | ALG QR | ALG CR | NAV QR 1 | NAV CR 1 | INT QR Ret | INT CR Ret | SAN QR | SAN CR | 8位  | 75       |
| 2011年 | スモウ・パワー GT | 日産・GT-R GT1                    | ABU QR 4  | ABU CR Ret | ZOL QR 12 | ZOL CR Ret | ALG QR 8 | ALG CR 7 | SAC QR    | SAC CR    | SIL QR   | SIL CR   | NAV QR   | NAV CR    | PRI QR | PRI CR | ORD QR   | ORD CR   | BEI QR     | BEI CR     | SAN QR | SAN CR | 28位 | 9        |

- 太字はポールポジション、斜字はファステストラップ。(key)

#### FIA GTシリーズ
| 年     | チーム                                | 使用車両    | クラス | 1        | 2         | 3         | 4         | 5         | 6        | 7        | 8        | 9      | 10     | 11        | 12         | 順位 | ポイント |
| ------ | ------------------------------------- | ----------- | ------ | -------- | --------- | --------- | --------- | --------- | -------- | -------- | -------- | ------ | ------ | --------- | ---------- | ---- | -------- |
| 2013年 | BMWスポーツトロフィーチーム・ブラジル | BMW・Z4 GT3 | Pro    | NOG QR 8 | NOG CR 13 | ZOL QR 19 | ZOL CR 11 | ZAN QR 16 | ZAN QR 6 | SVK QR 8 | SVK CR 5 | NAV QR | NAV CR | BAK QR 16 | BAK CR Ret | 15位 | 29       |

(key)

#### ル・マン24時間レース
| 年     | チーム                    | コ・ドライバー                                | 使用車両                   | クラス | 周回 | 総合順位 | クラス順位 |
| ------ | ------------------------- | --------------------------------------------- | -------------------------- | ------ | ---- | -------- | ---------- |
| 1998年 | AMG-メルセデス            | ジャン＝マルク・グーノン クリストフ・ブシュー | メルセデス・ベンツ・CLK-LM | GT1    | 31   | DNF      | DNF        |
| 2008年 | プジョー・スポール トタル | フランク・モンタニー クリスチャン・クリエン   | プジョー・908 HDi FAP      | LMP1   | 379  | 3位      | 3位        |

### ツーリングカー

#### 国際ツーリングカー選手権
| 年     | チーム                            | 使用車両                       | 1     | 2     | 3     | 4     | 5     | 6     | 7     | 8     | 9     | 10    | 11    | 12    | 13    | 14    | 15        | 16       | 17    | 18    | 19    | 20    | 21    | 22    | 23    | 24    | 25    | 26    | 順位 | ポイント |
| ------ | --------------------------------- | ------------------------------ | ----- | ----- | ----- | ----- | ----- | ----- | ----- | ----- | ----- | ----- | ----- | ----- | ----- | ----- | --------- | -------- | ----- | ----- | ----- | ----- | ----- | ----- | ----- | ----- | ----- | ----- | ---- | -------- |
| 1996年 | ヴァルシュタイナー メルセデス-AMG | メルセデス・ベンツ・Cクラス V6 | HOC 1 | HOC 2 | NUR 1 | NUR 2 | EST 1 | EST 2 | HEL 1 | HEL 2 | NOR 1 | NOR 2 | DIE 1 | DIE 2 | SIL 1 | SIL 2 | NUR 1 Ret | NUR 2 13 | MAG 1 | MAG 2 | MUG 1 | MUG 2 | HOC 1 | HOC 2 | SAO 1 | SAO 2 | SUZ 1 | SUZ 2 | 29位 | 0        |

(key)

## エピソード

### 2000年ベルギーGP
2000年ベルギーGPでは、トップ走行中ミスにより後退したミカ・ハッキネンが、当時タイトルを争っていたミハエル・シューマッハを猛追し、劇的なオーバーテイクの末にトップを奪還するというハイライトがあったが、このオーバーテイクに際しては、外側から来るシューマッハと内側から来るハッキネンにゾンタが挟まれる形となった。余談だが、ゾンタはシューマッハがオーバーテイクをするために外側を空けておいたが、ハッキネンに対してはスペースを空けておらず、2人に挟まれることは全くの予想外であったため、驚きのあまり、無線で「あいつらクレイジーだ!」と叫んだという。このオーバーテイクの映像はゾンタの車載カメラからの映像も残っている。

### 記念碑
地元クリチバのクリチバ・サーキットには、ゾンタの国際F3000、FIA-GT選手権、ワールドシリーズ・バイ・ニッサンなどにおける活躍を称えた記念碑が存在する。これは2003年にワールドシリーズ・バイ・ニッサンが同サーキットで開催された際に置かれた。